# Cruzeiro (viagem)

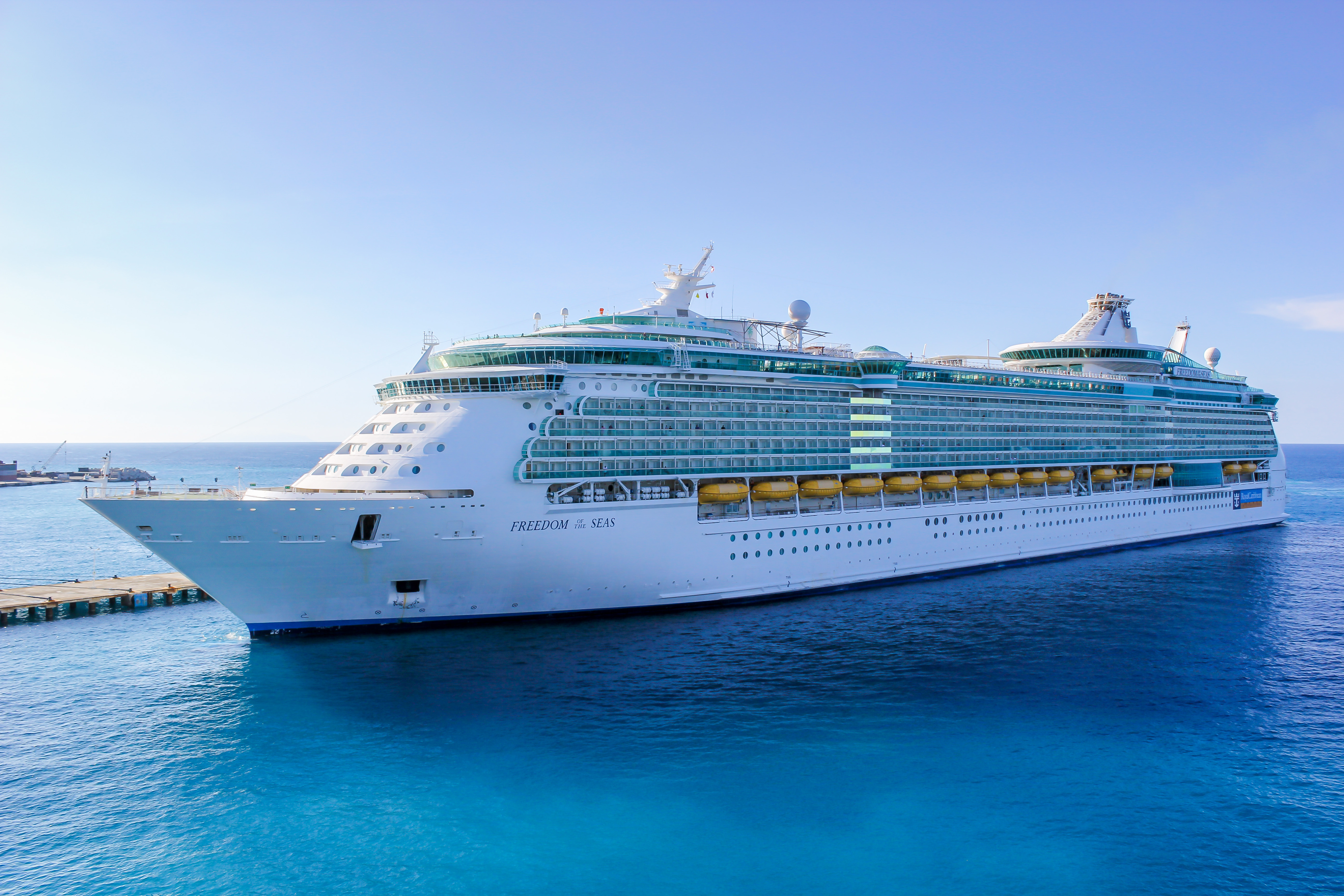
O Freedom of the Seas

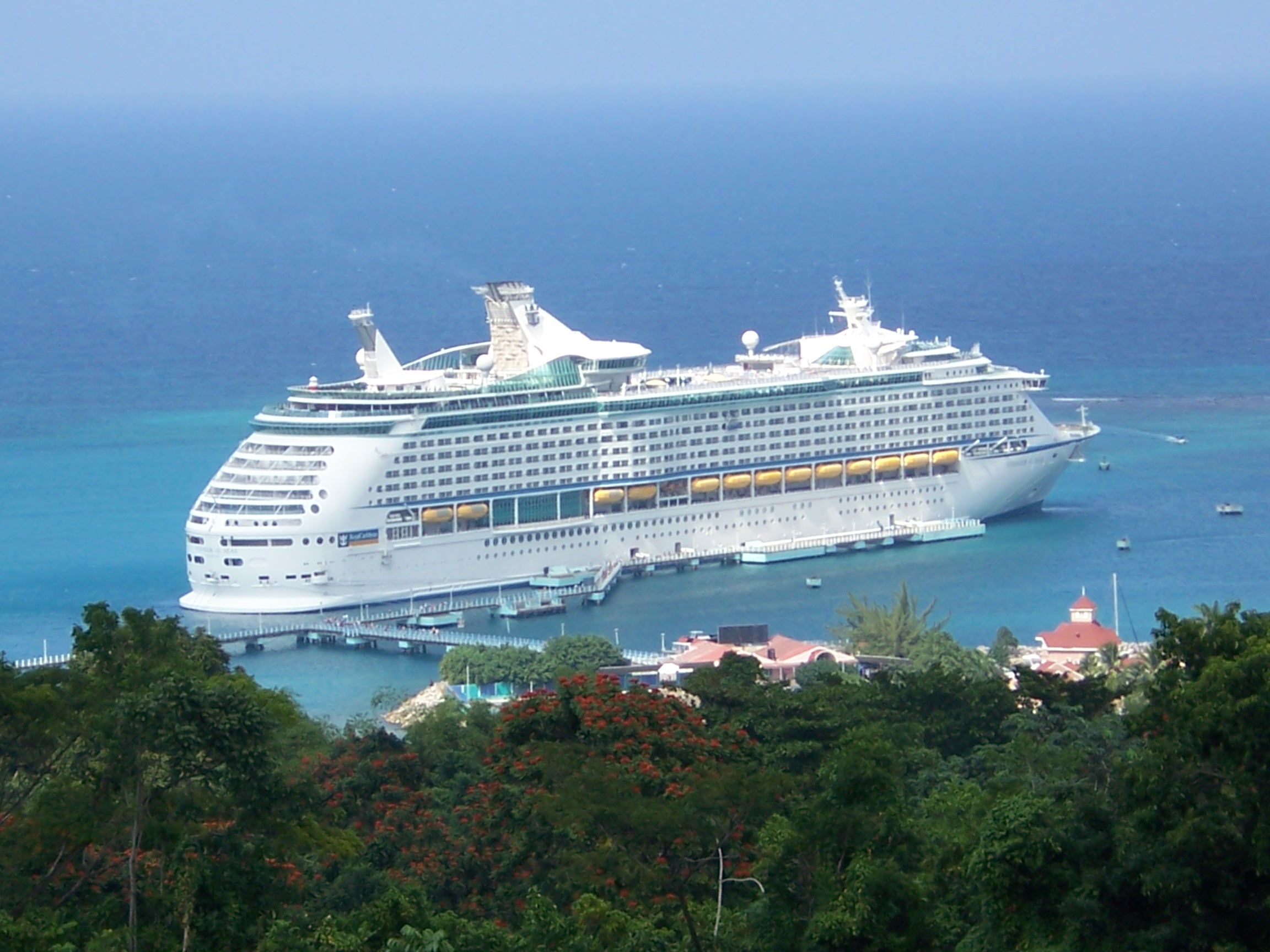
O Voyager of the Seas, da Royal Caribbean International.

Cruzeiro é uma viagem de turismo em barcos ou navios. Geralmente operam em rotas marítimas procuradas pelos viajantes e turistas em seus períodos de férias. Os navios de cruzeiros oferecem entretenimento através de inúmeros atrativos, como cassinos, cinema, e teatro a bordo. Outro foco é na experiência gastronômica, abrangendo cardápios variados e de diferentes culturas, para abranger os passageiros de diferentes nacionalidades. Se diferencia do navio transatlântico pelo fato de que as rotas não são necessariamente fixas e tem como principal atração o entretenimento/turismo e não o transporte de passageiros, além de outros aspectos de engenharia naval.
Os maiores navios de cruzeiro atualmente podem transportar mais de 5 000 passageiros em cabines/suítes. Recém lançado em 2016 o navio Harmony of the Seas é atualmente o maior navio de cruzeiro do mundo com a capacidade de 5 479 passageiros e 2 394 tripulantes, pertencendo a Royal Caribbean International.

## Características

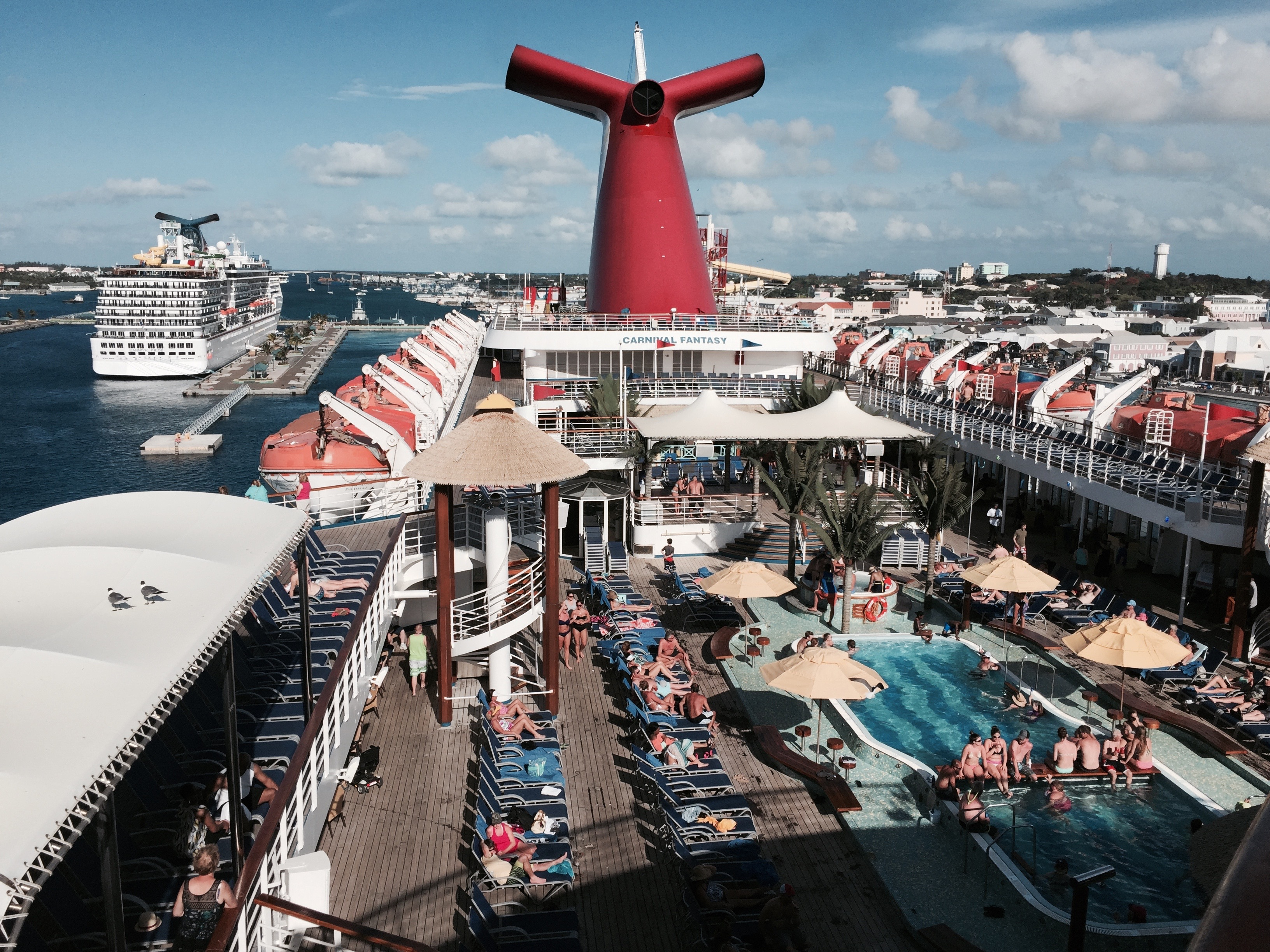
Deck superior de um navio de cruzeiro.

Os navios de cruzeiro modernos tendem a ter menos força, velocidade e agilidade no casco em comparação com os transatlânticos que eram projetados para cumprir rotas regulares mesmo em condições climáticas extremas. No entanto, aos navios de cruzeiro foram adicionadas comodidades inexistentes em transatlânticos para atender aos turistas aquáticos, com os navios recentes sendo descritos como "condomínios flutuantes com varandas".
Os navios de cruzeiro são organizados como hotéis flutuantes, com uma equipe completa de hospitalidade, além da tripulação normal do navio. Não é incomum que os navios mais luxuosos tenham mais tripulação e pessoal do que passageiros.

## Operadoras

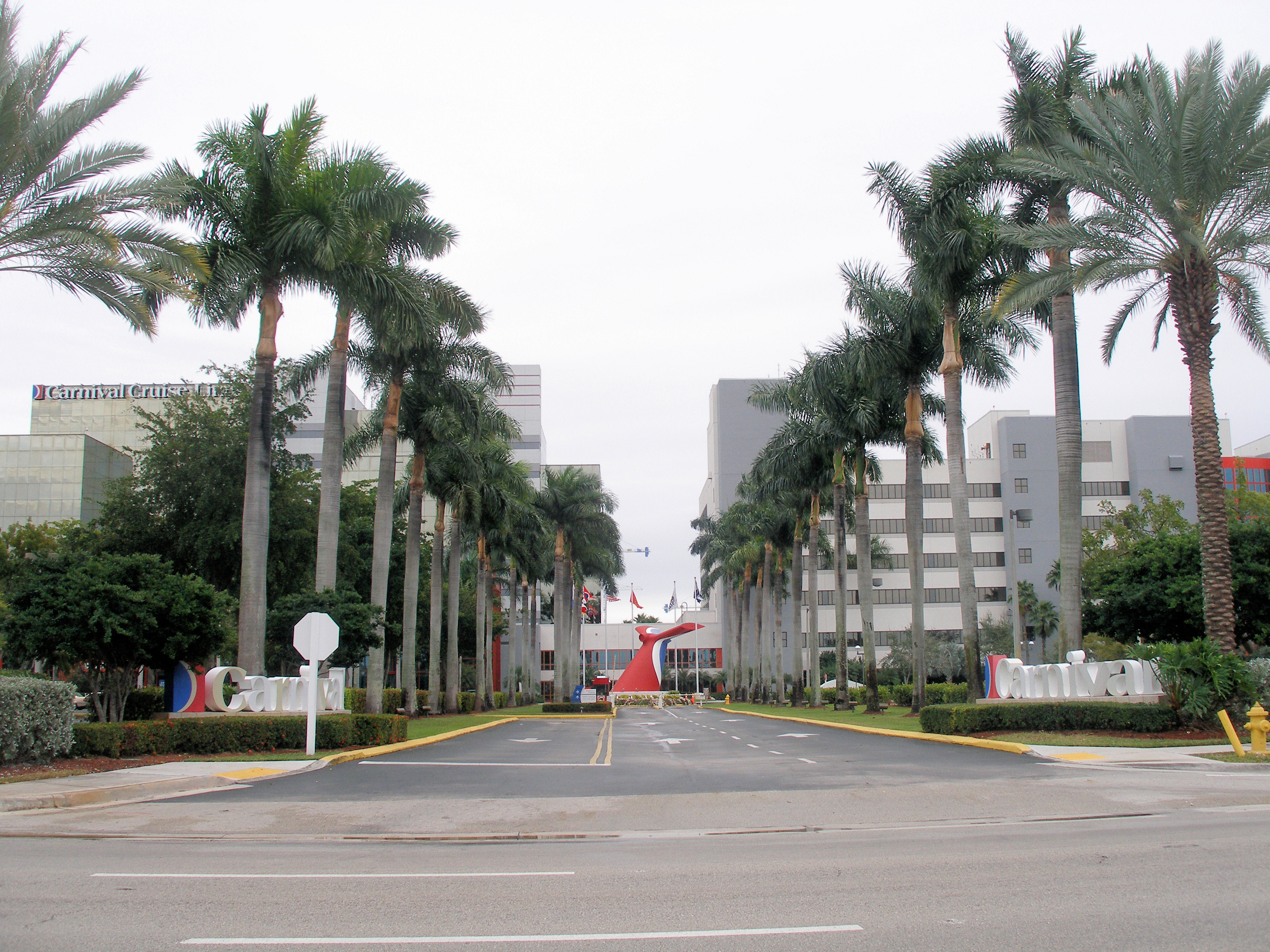
Sede da Carnival Corporation & plc, em Doral, Flórida, Estados Unidos.

Atualmente, a maior operador de cruzeiro do mundo é a Carnival Corporation & plc, com sede nos Estados Unidos. Outras grandes operadoras são a Royal Caribbean Group e a Norwegian Cruise Line Holdings, ambas também americanas. A europeias MSC Cruises, TUI Cruises e a asiática Genting Hong Kong.

## Impacto ambiental

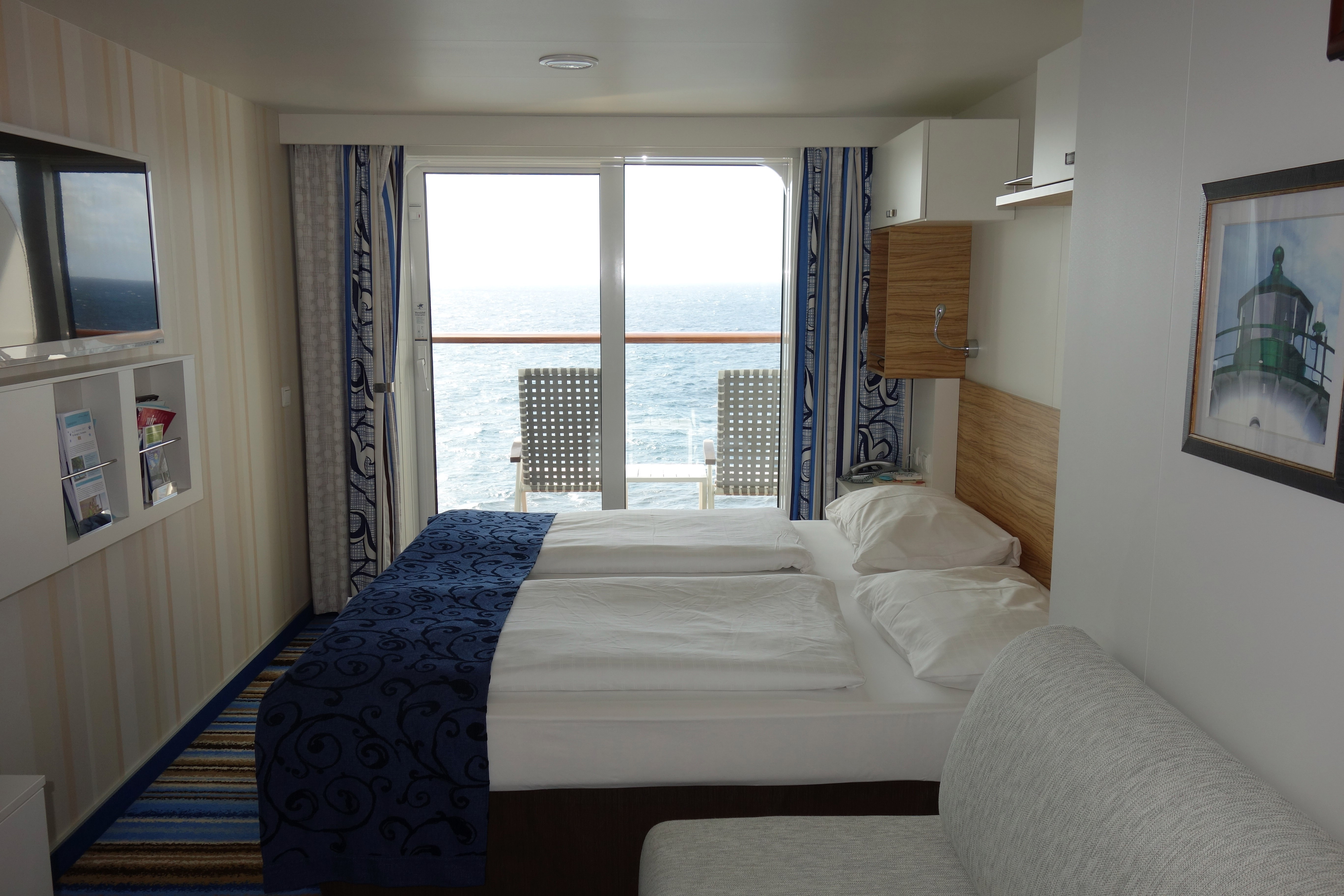
Interior de um quarto de navio de cruzeiro.

O aumento do tráfego de cruzeiros tornou-se um fator de preocupação de ambientalistas, quando foram noticiados diversos casos de baleias que teriam sido mortas quando atingidas por navios.

## Cruzeiros brasileiros
O Brasil teve inúmeros navios de passageiros até os anos setenta. Foram os famosos ITAs, fonte de inspiração para a canção de Mário Borriello cujo início trazia: "Peguei um Ita no norte....". O país também teve navios de cruzeiros mais modernos que pertenciam à Companhia Nacional de Navegação Costeira, uma Autarquia Federal, como os navios Anna Nery, Rosa da Fonseca, Princesa Isabel e Princesa Leopoldina. Dois deles foram construídos na antiga Iugoslávia e os outros dois nos estaleiros de Bilbau, na Espanha. Após a extinção da Companhia Costeira, que foi incorporada ao extinto Lloyd Brasileiro, estes navios foram vendidos e um deles tornou-se propriedade de uma Universidade na China. O transporte de passageiros e cruzeiros no Brasil atualmente deixou de ser feito por navios brasileiros.
A viagem de cruzeiro (não viagem de passageiros e sim cruzeiro de lazer) inaugural em litoral brasileiro ocorreu em julho de 1963, numa viagem de Santos a Manaus em um total de 26 dias de "turismo", organizado pela empresa Agaxtur.
Atualmente o mercado de cruzeiros no Brasil está em baixa devido a falta de competitividade do país comparado a outros destinos. São questões relacionadas a falta de infraestrutura, alta carga de impostos, custos de operação muito acima da média mundial e problemas de regulação. Na temporada de verão 2010/2011 vieram 20 navios para operação de cabotagem na costa brasileira, com um pouco mais de 800 mil cruzeiristas. Na temporada 2015/2016, 5 anos depois, vieram somente 10 navios atendendo a cerca de 450 mil cruzeiristas.
Os navios estão sendo atraídos por destinos emergentes como Austrália, China e Cuba, além dos tradicionais no Caribe, Mediterrâneo e norte da Europa. O Brasil não possui uma política de atração dos cruzeiros, perdendo espaço e sofrendo a queda do impacto econômico dos navios. Na temporada 2014/2015 o setor de cruzeiros contribuiu com R$ 2,15 bilhões para a economia, especialmente para os destinos de escala, embarque e desembarque.